# Dianalund
Dianalund er en stationsby på Vestsjælland med 4.093 indbyggere  (2024) beliggende i Sorø Kommune. Navnet "Diana" stammer sandsynligvis fra mytologiens romerske jagtgudinde af dette navn, som igen har givet navn til den sjællandske gård "Dianelund". I 1897 blev en selvejende kristelig forsorgsinstitution, Kolonien Filadelfia, oprettet med henblik på at drive epilepsihospital og nervesanatorium for sindslidende, og i 1901 byggede man en stationsbygning på denne nordlige mark i Tersløse Sogn. Herefter voksede byen mod syd i de følgende årtier. Særligt i 60'erne og 70'erne blev Dianalund udbygget kraftigt med mange nye parcelhuskvarterer.
Epilepsihospitalet Filadelfia er Danmarks eneste specialhospital for epilepsi. Hospitalet har i alt 67 sengepladser fordelt på 5 afdelinger. Filadelfia bestyrer endvidere en specialskole for børn, et beskyttet værksted og dagcenter, en socialrådgivningsfunktion samt en række botilbud til mennesker med epilepsi eller lignende sygdomme. Derudover har Filadelfia siden 1997 drevet et Center for Neurorehabilitering. Organisationen beskæftiger over 750 medarbejdere svarende til ca. 640 fuldtidsstillinger.
I Dianalund finder man også Saltofte Larsens Kunstnergård, der er et udstillingssted for kunstneren Lars Carl Saltofte Larsen som elskede heste. Disse dyr går da også igen i hans skulpturer, malerier og tegninger. Ca. to kilometer syd for byen ligger landsbyen Tersløse med mindestuer for den berømte dansk-norske digter og forfatter Ludvig Holberg (1684-1754).
Midt i byen er Vestsjællands næststørste indkøbscenter, Dianalund Centret, placeret. Centret betjener foruden byens borgere også et stort opland. Desuden ligger en af de største sjællandske folkeskoler, Holbergskolen, i byens sydlige del. Dianalund har flere ældrecentre, bl.a. Degneparken, og i 2010 åbnede et moderne hospice, Hospicegården Filadelfia med 12 sengepladser.
Sorø Bibliotek består af tre lokalbiblioteker, hvoraf det ene ligger i Dianalund.
Dianalund ligger ca. 13 kilometer nord for Sorø og nogenlunde midt på jernbanestrækningen mellem Tølløse og Slagelse.